# Cervecería CCU Limache
La Cervecería CCU Limache es una antigua fábrica de cerveza perteneciente a la Compañía de Cervecerías Unidas (CCU), ubicada en la localidad de San Francisco de Limache. Fue una de las principales cervecerías del país, concentrando parte importante de la producción durante el siglo XX.

## Historia
En 1883 Carlos Hoffmann fundó una cervecería en Limache, posteriormente denominada «Hoffmann y Ribbeck» y que entre 1889 y 1891 se fusionó con la cervecería Plagemann y Cía. de Valparaíso para formar la «Fábrica Nacional de Cerveza». Dicha fusión produjo un aumento de capital que se tradujo en la construcción de la edificación que albergaría a la fábrica cervecera en Limache; un sector de la estructura había formado parte anteriormente de una fábrica de papel. Con la creación de la Compañía de Cervecerías Unidas en 1902, la fábrica de Limache se convirtió en una de las principales de la empresa.

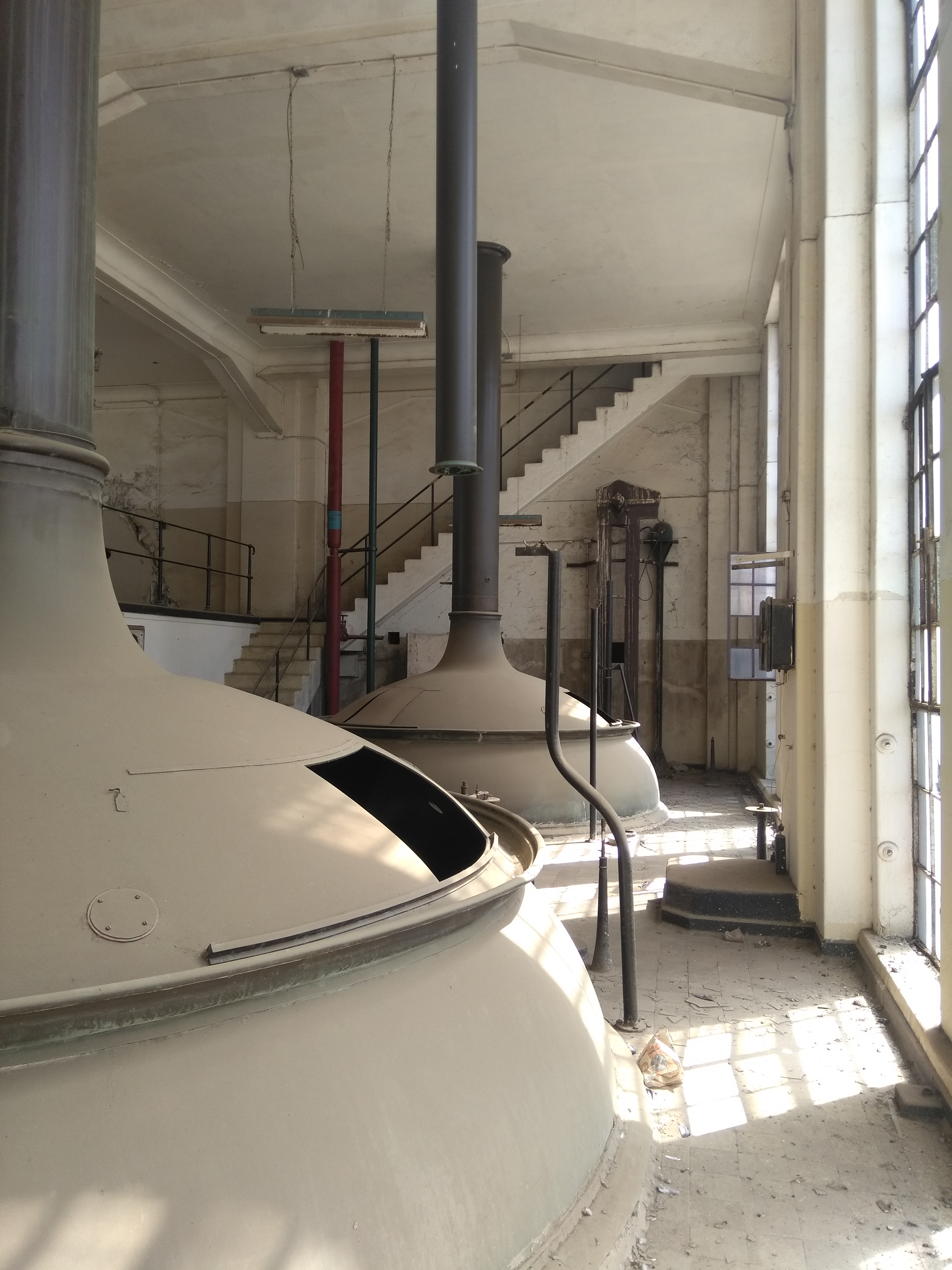
Vista interior de la cervecería.

El edificio consta de 4 pisos construidos en hormigón y con techumbre de madera; sufríó daños y derrumbes con el terremoto de 1906 pero fue reconstruida en los años siguientes. La fábrica fue la primera del país en poseer una máquina para tapar las botellas de cerveza, consistente en un sistema Crowcovk; también poseía un desvío ferroviario que conectaba la fábrica con la línea del Ferrocarril de Valparaíso a Santiago. Hacia 1902 la cervecería de Limache tenía alrededor de 500 trabajadores y producía 12 millones de litros de cerveza anuales.
Una de las primeras ampliaciones de la fábrica ocurrió en 1931, cuando se inició la construcción de un nuevo edificio anexo para albergar a una maltería que quedó finalizada en abril de 1932. En 1937 CCU construyó una población obrera en las cercanías de la fábrica, con el fin de otorgar viviendas a sus trabajadores, y al año siguiente se construía una maestranza. En 1952 se realizó una nueva ampliación de la fábrica, destinada a albergar equipos de maltería trasladados desde La Calera, donde la cervecería de CCU había cerrado.

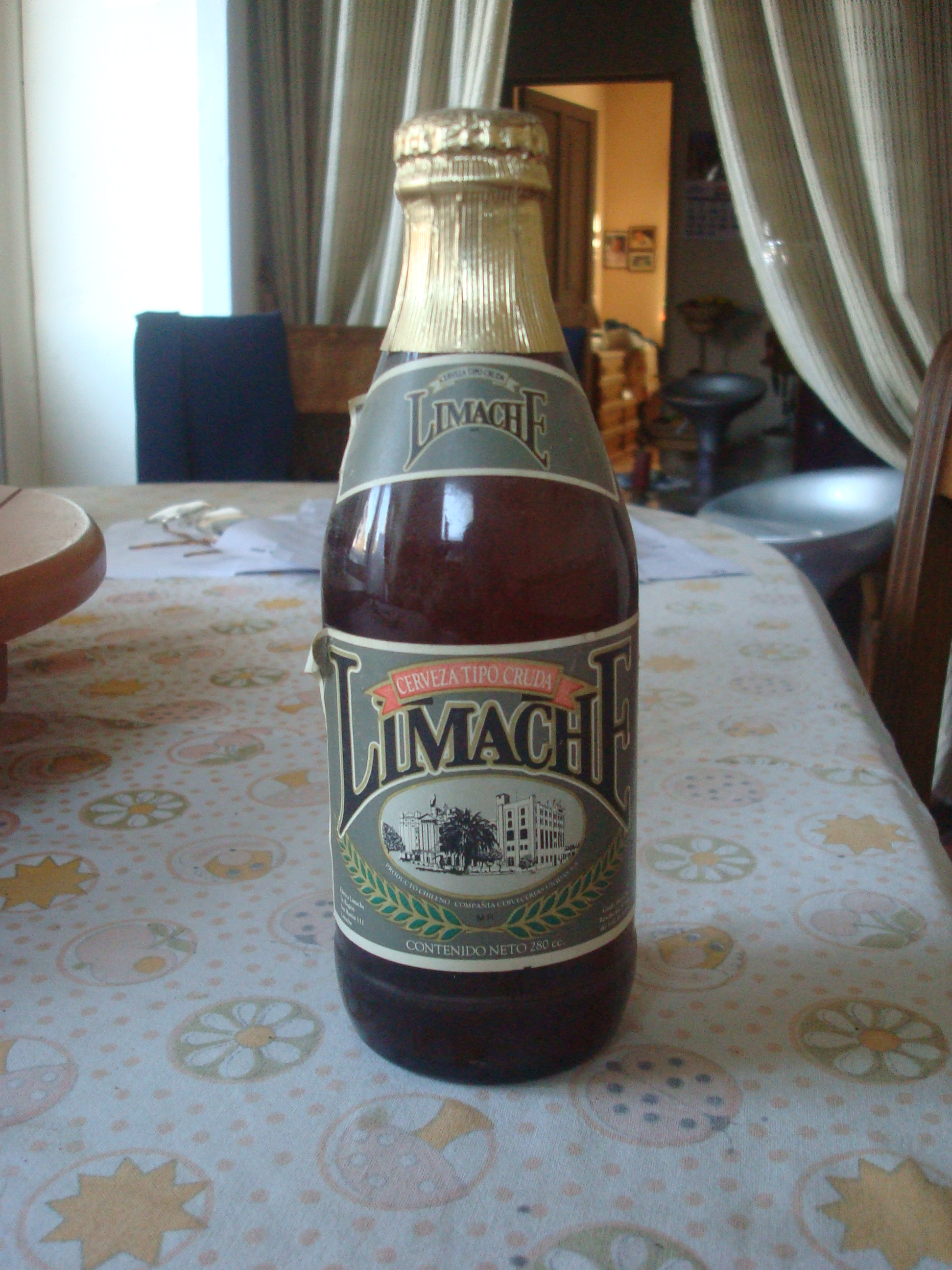
Botella de cerveza cruda «Limache».

Posteriormente, durante el gobierno de la Unidad Popular, la fábrica fue paralizada y tomada por sus trabajadores a partir del 31 de agosto de 1972, incorporándose al «área social de la economía» y siendo intervenida por la Dirección de Industria y Comercio (Dirinco), quien nombró un interventor. Dicha situación se mantuvo hasta después del golpe de Estado del 11 de septiembre de 1973, siendo restituida la fábrica a sus dueños el 24 de mayo de 1974. En 1989 comenzó a producirse en la planta la cerveza cruda Limache, así como también comenzaron a producirse las cervezas Dorada y Cristal en envases de un litro.
La fábrica cerró sus puertas el 10 de octubre de 1993 y sus operaciones se trasladaron a una nueva planta ubicada en Quilicura, convirtiéndose posteriormente en bodegas de CCU. En agosto de 2020 la empresa anunció un plan para restaurar y reconvertir la antigua fábrica en un museo dedicado a la historia de la producción cervecera en Chile, junto con espacios abiertos a la comunidad; en enero de 2022 se anunció que el diseño del proyecto estaría a cargo de las oficinas de arquitectura Klotz y SML, encabezadas por Mathias Klotz y Sebastián Mundi, respectivamente.